# Крылово (Кемеровская область)
Крылово — деревня в Яшкинском районе Кемеровской области России. Входит в состав Акациевского сельского поселения.

## История
Основана в 1820 году. В «Списке населенных мест Российской империи» 1868 года издания населённый пункт упомянут как заводская деревня Крылова Томского округа (2-го участка) при реке Томи, расположенная в 110 верстах от губернского города Томска. В деревне имелось 8 дворов и проживало 57 человек (28 мужчин и 29 женщин).
В 1911 году в деревне, входившей в состав Пачинской волости Томского уезда, имелось 68 дворов и проживало 399 человек (198 мужчин и 201 женщина).
По данным 1926 года имелось 100 хозяйств и проживало 533 человека (в основном — русские). В административном отношении деревня входила в состав Нижнетайменского сельсовета Поломошинского района Томского округа Сибирского края.

## География
Деревня находится в северной части Кемеровской области, в юго-восточной части Западно-Сибирской равнины, на правом берегу реки Томи, на расстоянии примерно 22 километров (по прямой) к юго-западу от посёлка городского типа Яшкино, административного центра района. Абсолютная высота — 110 метров над уровнем моря.

### Часовой пояс
Деревня Крылово, как и вся Кемеровская область, находится в часовой зоне МСК+4. Смещение применяемого времени относительно UTC составляет +7:00.

## Население
| 2010 |
| ---- |
| 2    |

Гендерный состав
По данным Всероссийской переписи населения 2010 года в гендерной структуре населения мужчины составляли 50 %, женщины — соответственно также 50 %.
Национальный состав
Согласно результатам переписи 2002 года, в национальной структуре населения русские составляли 100 % из 12 чел.

## Улицы
Уличная сеть деревни состоит из двух улиц.